# Ja’Quan Newton
Ja'Quan Newton (ur. 23 sierpnia 1995 w Filadelfii) – amerykański koszykarz, występujący na pozycji rozgrywającego.
W 2013 zajął czwarte miejsce podczas turnieju Nike Global Challenge. Rok później wystąpił w meczu gwiazd amerykańskich szkół średnich - Jordan Classic Regional, podczas którego uzyskał tytuł MVP.
3 grudnia 2018 został zawodnikiem Miasta Szkła Krosno. 7 marca 2019 opuścił klub.

## Osiągnięcia
Stan na 8 marca 2019, na podstawie, o ile nie zaznaczono inaczej.
NCAA
- Uczestnik rozgrywek:
  - Sweet 16 turnieju NCAA (2016)
  - turnieju NCAA (2016–2018)